# Konon Zotov
Konon Nikitich Zotov (en russe : Конон Никитич Зотов), né en 1690 et mort le 10 novembre 1742 (21 novembre dans le calendrier grégorien), est un contre-amiral russe du règne de Pierre le Grand, fils de Nikita Zotov.

## Biographie
Zotov commence ses études dans le corps des cadets de la Marine et il se rend en 1704 en Angleterre pour approfondir ses connaissances. En 1712, Zotov retourne en Russie et est immédiatement promu lieutenant. Il navigue sous le commandement de Naoum Seniavine dans le golfe de Finlande.
En 1715, promu capitaine-lieutenant, Zotov est envoyé en France pour étudier l'organisation de la flotte et l'amirauté françaises. À son retour de France, Zotov est promu au rang de capitaine de 3e rang et commande de grands navires. En 1719, Zotov participe à la bataille de l'île d'Ösel aux côtés de Seniavine face à une escadre suédoise et capture une frégate suédoise, ce qui lui vaut d'être promu capitaine de 2e rang.
Bien éduqué, lettré et connaissant plusieurs langues étrangères, Zotov est chargé par l'empereur de rédiger le règlement de la flotte. Ayant attiré l'attention particulière de Pierre lors de ces travaux, il est nommé en 1721 contrôleur du Conseil de l'Amirauté.
En 1724, Zotov soumet au tsar le premier livre russe sur la tactique et la pratique navales Conversation entre l'amiral et le capitaine au sujet de l'équipage ou de l'enseignement complet de la manière de diriger le navire dans tous les cas (Saint-Pétersbourg, 1724, réimprimé en 1816), où les questions et les réponses expliquent les informations essentielles sur les questions maritimes, la navigation, la volition du navire, etc. Son ouvrage suivant est un livre intitulé Pourchasser l'ennemi.
Après la mort de Pierre Ier, il commande le navire de ligne Panteleimon-Victoria et compile en 1726 les règlements du tribunal inférieur de l'amirauté (code maritime commercial).
En 1738, il traduit les instructions nautiques néerlandaises pour la flotte de la mer Baltique avec un atlas détaillé de la mer appelé Éclairage maritime dédié à l'impératrice Élisabeth Petrovna.